# Zauía de Sidi Boumerdassi
La zauía de Sidi Boumerdassi o zauía de Tidjelabine es una zauía ubicada en Tidjelabine, en Argelia. Es parte de las zawiyas en Argelia afiliadas a la tariqa Rahmaniyyah bajo la supervisión del Ministerio de Asuntos Religiosos y Dotaciones y la referencia islámica argelina.

## Construcción
La zawiya de Ouled Boumerdès fue construida en 1714 en las alturas del sur de la actual ciudad de Boumerdès dentro de la región de Cabilia.
El fundador de esta escuela sufí es el erudito Sidi Ali bin Ahmed bin Muhammad al-Boumerdassi, quien estableció esta zawiya de educación, que sirvió como un faro para la gente de la región montañosa de Khachna.

## Misiones
La zawiya de Sidi Ali Boumerdassi en la aldea de Ouled Boumerdès es considerada una destacada escuela religiosa en la memorización y el adoctrinamiento del Corán y sus reglas básicas para los jóvenes y en la provisión de las diversas mezquitas de la provincia de Boumerdès durante el mes de Ramadán todos los años con una preservación que conduce a la Oraciones de Tarawih recitando el Corán con la recitación warsh.
Esta zawiya, que abrió sus puertas en 1714, tiene un lugar importante en sus campos de formación, ya que anualmente había graduado alrededor de 70 Hafiz masculinos y femeninos del Corán con sus decisiones y el Hadiz del que depende para enmarcar las diversas mezquitas de la provincia.
Es un lugar para estudiar y enseñar el Corán, además de brindar ayuda a los necesitados ya los que están a punto de casarse y organizar ceremonias de circuncisión.
Es uno de los Zawiyas en Argelia que juega un papel importante en la vida social en la región de Tidjelabine, y se considera un rincón modernizado, ya que se basa en la forma tradicional y moderna de enseñar el Corán y la Sunnah.
El alumno tiene la intención de escribir los versos por sí mismo usando la tinta tradicional, que es una tinta especial que el alumno hace con lana de oveja, donde la derrite al fuego hasta que se vuelve negra, luego la mezcla con agua, y la característica de esta tinta es que no desaparece de la tablilla escrita excepto frotándola con arcilla y agua.

## Celebraciones
Las actividades anuales más importantes que el personal de zawiya se asegura de establecer con regularidad y en una fecha fija anualmente es la conmemoración del Mawlid, durante el cual se honra a los graduados de zawiya y se les entregan certificados de graduación.
Esto se debe a que la zawiya es un lugar para establecer el recuerdo y memorizar el Corán, y es similar a un internado para enseñar el Libro de Allah.

## Historia

### Argelia otomana
Durante la presencia otomana en Argelia, esta zawiya fue respetada por los deys de Argel y por los qaids que dirigían los asuntos de la región de las montañas de Khachna.
Durante aproximadamente 116 años, desde 1714 EC hasta la conquista francesa de Argelia en 1830 EC, esta zaouïa llevó a cabo su deber de educación religiosa y mística en los suburbios orientales de la Casbah de Argel en la ruta que conecta Dar Es-Soltane con East Beylik.
La tradición sufí que se practicaba en ese momento en Argelia era Qadiriyya, Shadhiliyya o Tijaniyya, y como las zawiyas de Kabylia eran de la orden sufí de Qadiriyya, esta zawiya de Sidi Ali Boumerdassi no derogaba la regla local. , y así las enseñanzas espirituales estaban de acuerdo con el rito de Sidi Abdul Qadir Gilani (1078-1166 CE).
Cuando el teólogo Sidi M'hamed Bou Qobrine (fallecido en 1793) regresó de la Universidad de Al-Azhar en Egipto, fundó la hermandad de Rahmaniyya en Cabilia que se extendió por toda Argelia y más allá, y así Zawiyet Sidi Boumerdassi adaptó su programa iniciático y trascendente. con esta hermandad que se inspira en la Khalwatiyya.

### Invasión de Argel en 1830

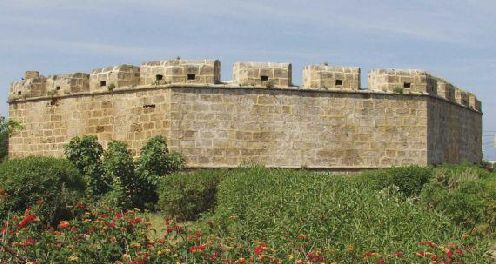
Bordj Tamentfoust

Cuando las Troupes coloniales de la Armada francesa desembarcaron en Sidi Fredj en 1830 para tomar la Casbah de Argel, los murids sufíes de todo el Mitidja se movilizaron para contrarrestar la ofensiva de las Fuerzas Armadas francesas que se dirigía hacia la capital desde el país argelino.
Los talibes de Zawiyet Sidi Boumerdassi reunieron a los contingentes cabilas que luego se precipitaron a enfrentar el derrumbe de la soberanía nacional ante los invasores coloniales.
El jeque sufí que entonces presidía esta zawiya era el morabito Hammou ben Abdelkrim al-Boumerdassi, padre de Cheikh Boumerdassi, que asistió en el Bordj Tamentfoust a la reunión de los líderes espirituales de las zawiyas argelinas bajo la presidencia del jeque Mohamed ben Zamoum, y esto justo después de la caída de Argel y la rendición de Hussein Dey.
Así fue como esta zawiya participó en dar a los argelinos una dirección colegiada popular a través de Lealtad a Mohamed ben Zamoum por parte de los murids de la periferia de la región de Algérois.
La resistencia popular contra la ocupación militar francesa de Mitidja y Cabilia comenzaría entonces bajo el patrocinio de los jeques de Zawiyas, incluido Hammou ben Abdelkrim al-Boumerdassi.

### Conquista francesa

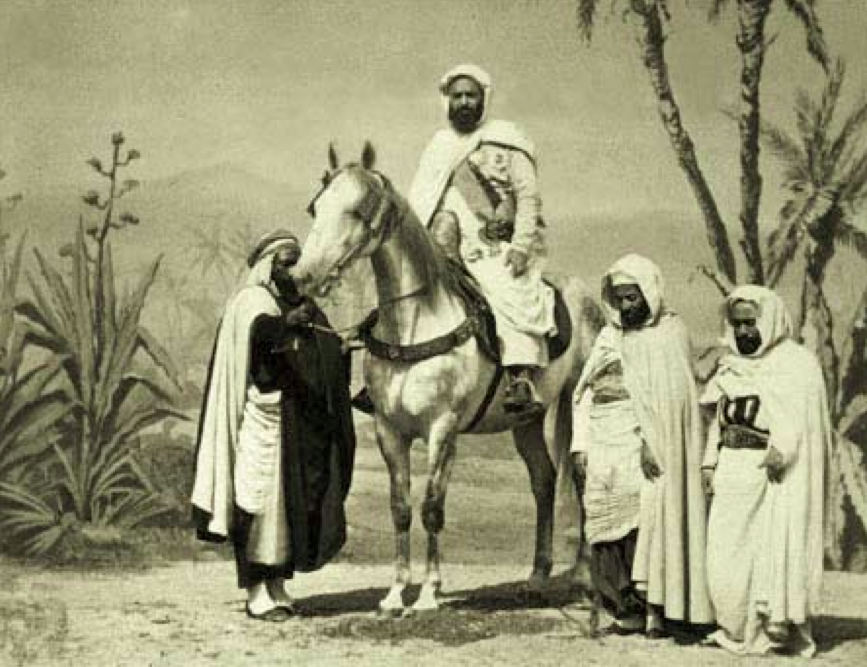
Emir Abdelkader en Cabilia.

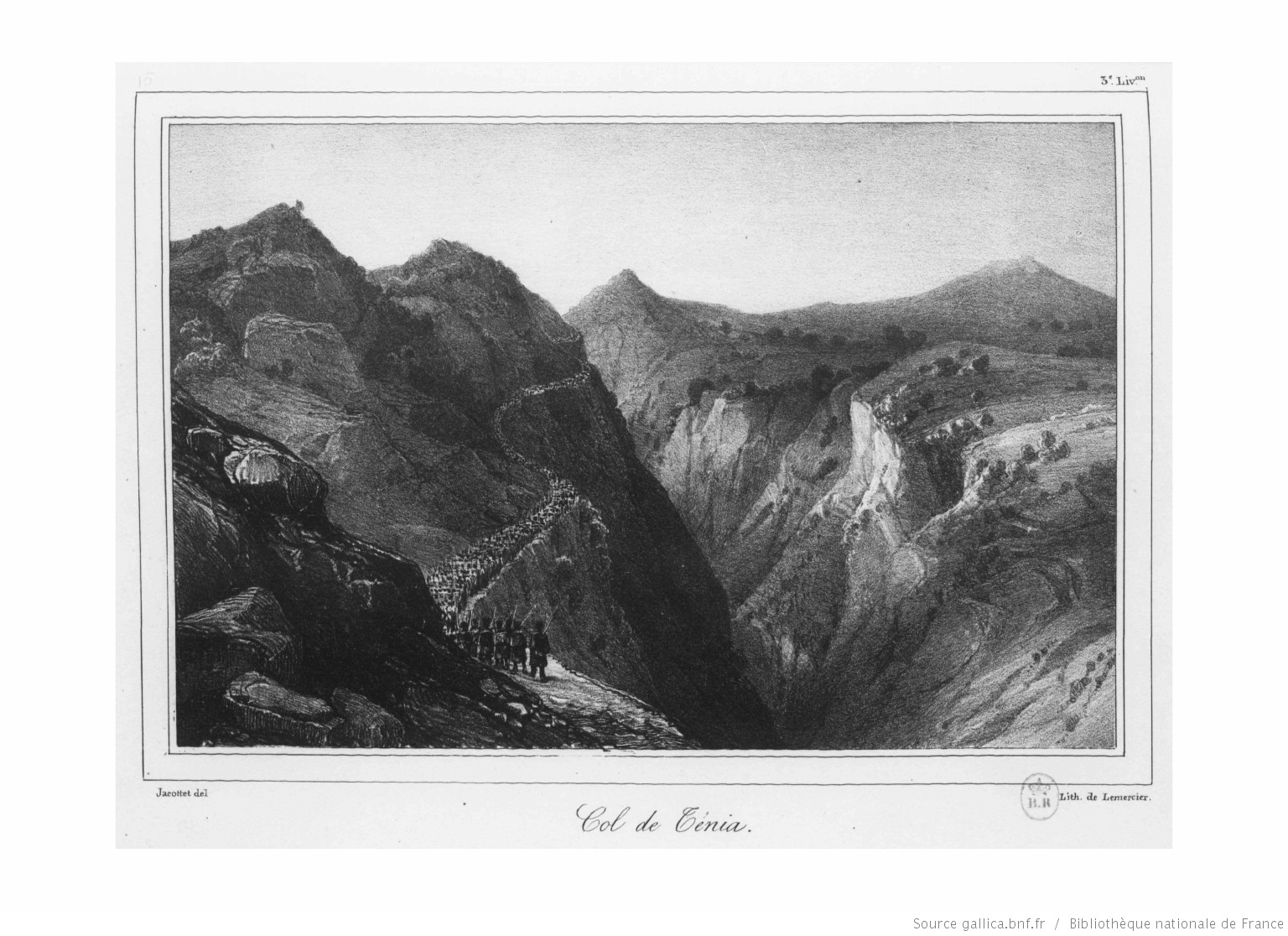
Barranco Meraldene

Tan pronto como los franceses desembarcaron en Argel, en 1830 comenzó la estrategia de colonización para poblar el país de franceses y excluir a los argelinos de sus riquezas y sus tierras.
Pero esta estratagema no pudo ir más allá del curso de Oued Boudouaou [ar] hacia Cabilia hasta después de que el Emir Abdelkader instalara su poder en la región de Zawiyet Sidi Boumerdassi en 1837 y comenzara a atacar las granjas de los agricultores colonos en Réghaïa.
El primer oficial francés que se atrevió a atacar y explorar la región de Beni Aïcha alrededor de la zawiya es el coronel Maximilien Joseph Schauenburg que llegó en la noche del 18 de mayo de 1837 al barranco de Meraldene con sus tropas, como parte de la Expedición del Col des Beni Aïcha.
Así, desde la primavera de 1837, el proceso de pacificación francesa de los rincones de Cabilia alrededor de las montañas de Khachna y más allá continuaría in crescendo hasta 1857 cuando los argelinos dejaron de atacar a los franceses tras la captura de Larbaâ Nath Irathen.

### Colonización
A partir de 1857, comenzó con ardor la colonización de las tierras argelinas más allá de Oued Boudouaou, y los agricultores franceses comenzaron a instalarse en vivacs en las laderas de las montañas que albergan la zawiya alrededor de Ouled Boumerdès.
Los brotes de asentamientos comenzaron a surgir en Boudouaou, Corso, Tidjelabine, Thénia, Souk El Haad, Beni Amrane y Lakhdaria, y la zawiya vio cómo la soga se tensaba sobre el espacio vital y las aldeas en su obediencia.
Si bien la influencia religiosa y tribal de los morabitos zawiya se mantuvo intacta, el atractivo económico de las técnicas agrícolas y mercantiles y los salarios de los recién llegados comenzaron a plantear un problema para la cohesión de los pueblos afiliados a la zawiya.
La hermandad Rahmaniyya persistió en mantener a través de Zawiyet Sidi Boumerdassi una red social que advertía a la región de Khachna contra la hegemonía francesa, pero la presión iba a ser fuerte e intensa para sacudir un orden social laico y que no tardaría en levantar sus escudos. contra la invasión militar, demográfica y cultural de los franceses.

## Personas
- Cheikh Boumerdassi, Teólogo argelino ;
- Mohamed Seghir Boushaki, Político argelino ;
- Brahim Boushaki, Teólogo argelino ;
- Yahia Boushaki, Político argelino ;
- Ali Boushaki, Teólogo argelino ;
- Abderrahmane Boushaki, Político argelino ;
- Mohamed Boumerdassi, Artista argelino ;
- Mahfoud Oukil, Teólogo argelino ;
- Ali Bouyahiaoui, Político argelino ;
- Mohamed Bouyahiaoui, Político argelino ;